# Louis Napoléon Murat

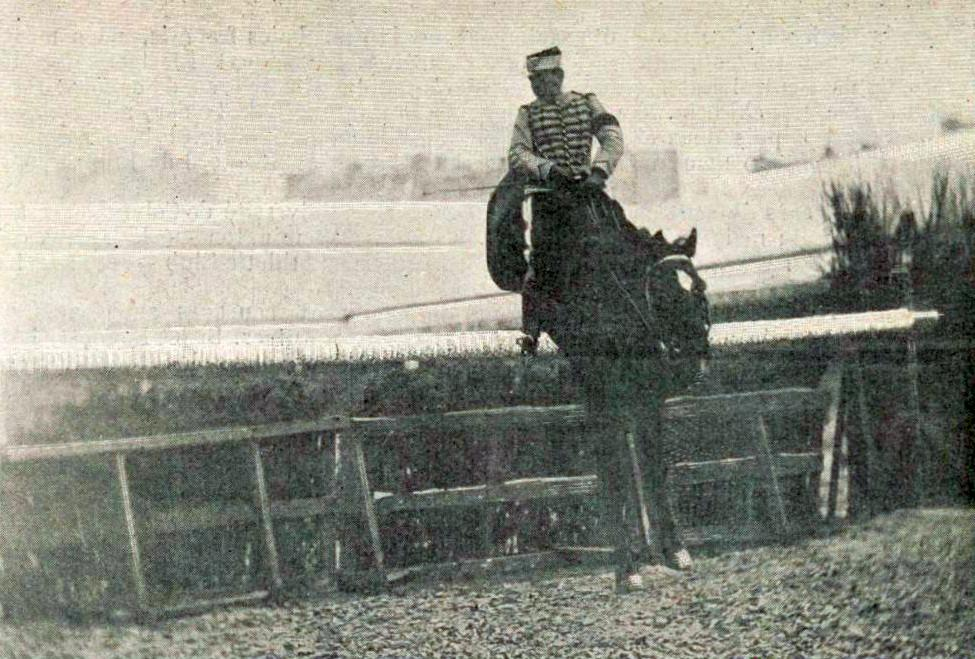
Louis Napoléon Murat auf Bayard bei den Olympischen Sommerspielen 1900

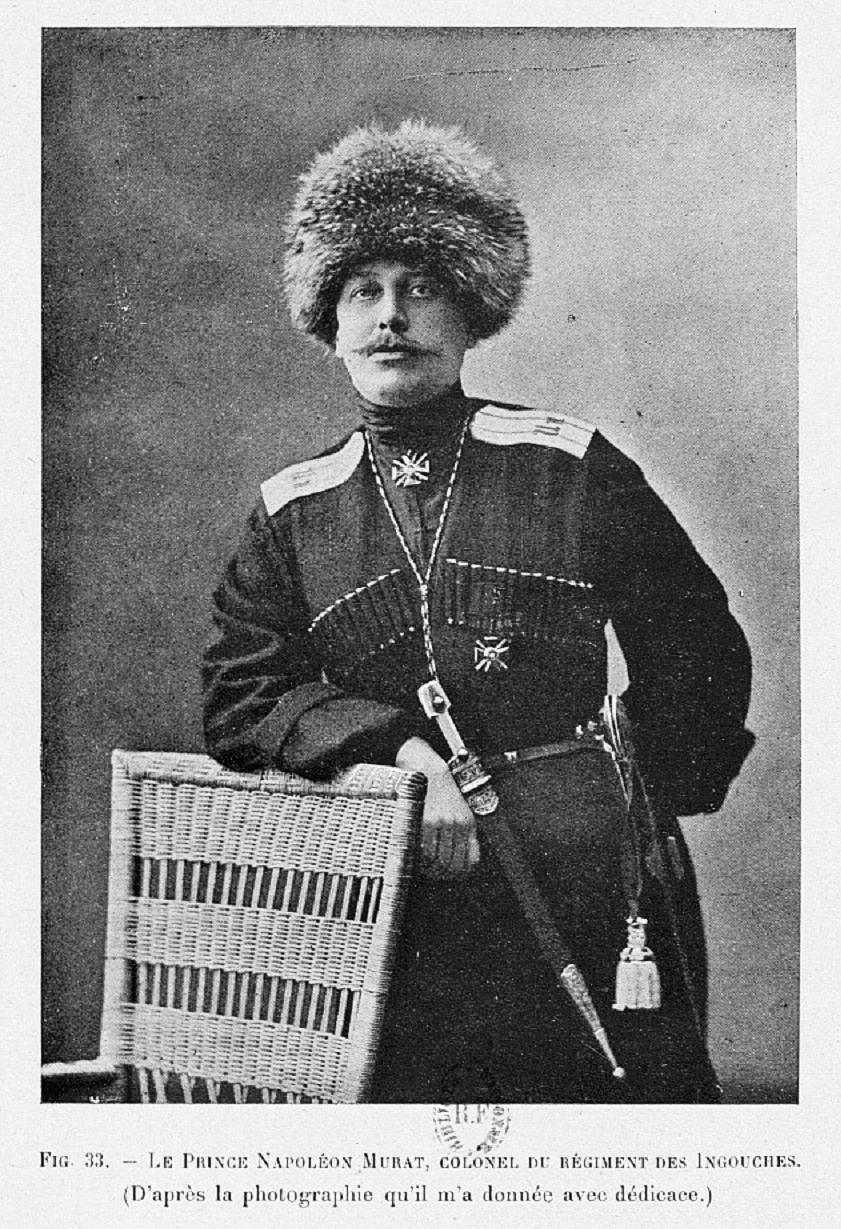
Murat in einer inguschischen Uniform (1917/18)

Louis Napoléon Achille Charles „Napo“ Murat (* 25. August 1872 in Brunoy; † 14. Juni 1943 in Nizza) war ein französischer Soldat, Reiter und Olympiasieger.

## Biographie
Louis Napoléon Murat war ein Urgroßneffe von Napoleon Bonaparte, Urenkel von Caroline Bonaparte und deren Ehemann Joachim Murat. Sein Vater war Achille Murat (1847–1895), seine Mutter die georgische Fürstin Salomé Dawidowna Dadjani (1848–1913) aus Mingrelien. Die Hochzeit der Eltern im Jahre 1868 in der Kirche der Tuilerien galt als das gesellschaftliche Ereignis des Jahres in Paris. Kaiser Napoleon III. und seine Frau Eugénie de Montijo wohnten der Zeremonie bei. Der Kaiser schenkte dem Paar eine Million Francs und stellte ihm einen Palast in Paris zur Verfügung, und auch vom russischen Zaren erhielt das Paar großzügige Geschenke.
Im Jahre 1900 startete Murat bei den Olympischen Spielen in Paris in drei verschiedenen Reitsport-Disziplinen. Im „Vorführen von Reitpferden“, einer Disziplin, deren genaue Kriterien nicht bekannt sind und von der unklar ist, ob sie offiziell war, errang er mit General die Goldmedaille, im Weitspringen belegte er mit Bayard Platz vier.
Von 1891 bis 1903 gehörte Murat der französischen Armee an und beendete seine dortige Laufbahn als Leutnant des 9. Kürassierregiment in Noyon. Da seine Mutter eine Prinzessin aus Mingrelien war, trat er während des Russisch-Japanischen Krieges in die zaristische Armee ein. Angeblich musste er Frankreich verlassen, weil er im Duell einen Kontrahenten getötet hatte. Nach der Niederlage des Russischen Kaiserreiches diente er von 1905 bis 1909 im Kuban-Regiment der berittenen Kosaken (1905–1909) und anschließend bis 1911 im Stab von Großfürst Nikolaus (1909–1911).
Bei Ausbruch des Ersten Weltkriegs befand sich Louis Napoléon Murat in Argentinien, wo er für einen kaukasischen Ölmagnaten Pferde züchtete. Er kehrte nach Russland zurück und wurde in verschiedenen Stäben eingesetzt, bevor er 1917 in der 12. Dragonereinheit Starodubovskogo kämpfte und den Rang eines Obersts erreichte. Während der Revolution schloss er sich der Weißen Armee an und kämpfte in den Karpaten.
1921 kehrte Louis Napoléon Murat nach Frankreich zurück und arbeitete dort als Übersetzer. 1928 wurde er zum Ritter der Ehrenlegion ernannt, unter seinen zahlreichen russischen Auszeichnungen befanden sich der Orden des Heiligen Wladimir und des Heiligen Georg, jeweils in den höchsten Ausprägungen. Er litt an den Folgen verschiedener Verletzungen; so hatte er aufgrund erlittener Erfrierungen Gicht und Rheuma und musste Samtstiefel tragen. Zuletzt saß er im Rollstuhl. Er starb am 14. Juni 1943 im Alter von 70 Jahren in Nizza. Er war nie verheiratet und hatte keine Nachkommen.